# Grand Puba
Grand Puba, pseudonimo di Maxwell Dixon (New Rochelle, 4 marzo 1966), è un rapper statunitense conosciuto soprattutto come membro del gruppo hip hop Brand Nubian.

## Biografia
Ha debuttato con il gruppo Masters of Ceremony. Il loro album Dynamite (1988) fu ben recensito dalla critica, ma probabilmente a causa dei bassi dati di vendita, il gruppo si sciolse e di Puba si tornò a parlare solo dopo la fondazione dei Brand Nubian, di cui diventò il principale rapper. Dopo il loro innovativo e sfaccettato album One For All (1990), che andava dalla musica hip hop influenzata dal reggae fino al new jack swing, Grand Puba decise di lasciare il gruppo ed intraprendere la carriera solista.
Dopo aver inciso due dischi, Puba è tornato nei Brand Nubian nel 1998, in tempo per lavorare all'album The Return, e successivamente nel lavoro del 2004 Fire In The Hole, un rinnovato Puba è apparso su tracce assieme a Beanie Sigel (Bread and Butter, assieme a Sadat X), Missy Elliott (My Struggles con la collaborazione di Mary J. Blige), e Ugly Duckling (Party Goin' Down Tonight).

## Discografia parziale

### Album
- 1992 - Reel to Reel
- 1995 - 2000
- 2001 - Understand This
- 2009 - Retroactive